# 琴春日桂吾
琴春日 桂吾（ことかすが けいご、1977年8月25日 - ）は、福岡県春日市出身で佐渡ヶ嶽部屋に所属した元大相撲力士。本名は山田 桂吾（やまだ けいご）、愛称はケイゴ。身長182cm、体重150kg、血液型はB型。得意手は左四つ、寄り、投げ。趣味はテレビゲーム。最高位は、東前頭7枚目（2010年11月場所）。2011年の大相撲八百長問題にて引退勧告処分を受け、引退した。

## 来歴
春日市立須玖小学校時代はソフトボールの選手であり、春日市立春日中学校時代は野球部のエースだった。中学卒業後佐渡ヶ嶽部屋に入門し、1993年3月場所に初土俵を踏んだ。当時の四股名は琴ノ山。序ノ口時代は現安田大サーカスのHIROにも敗れるなど苦戦し、軽量なため幕下以下で長期にわたり低迷していた。しかし琴奨菊、琴欧洲といった弟弟子に出世を追い越され奮起し初土俵から11年8ヶ月経った2004年11月場所に十両に昇進。この時の十両での勝ち越しは2005年5月場所の1回のみで、肘の故障もあって2006年1月場所を最後に十両から陥落した。
その後しばらく幕下で低迷が続いたが、2007年には番付を回復し5月場所では西幕下4枚目で5勝2敗であったが、東十両14枚目で7勝8敗の千代白鵬との比較で、十両復帰を見送られるという番付運の悪さに泣いた。しかし翌7月場所では東幕下筆頭で6勝1敗と大きく勝ち越し、十両復帰を果たした。その9月場所は10日目まで7勝3敗と好調であったが11日目から3連敗したため、7勝3敗からの5連敗で負け越した新十両時の再現となるのではないかと危惧されたが、14日目に勝ち越しを決め、9勝6敗と14場所ぶりに十両で勝ち越した。翌11月場所も8勝7敗と勝ち越した。2008年も好調は続き、5月場所にて初土俵から所要91場所という史上2位の遅さで新入幕を果たした。しかし幕内の壁に跳ね返され4勝11敗に終わった、なおその場所は同部屋の大関・琴欧洲が初優勝を果たし、その際の優勝パレードの旗手をつとめた。
2010年11月場所で14場所ぶりに幕内復帰、9勝6敗で幕内初の勝ち越しを果たした。
2011年の大相撲八百長問題では、特別調査委員会により琴春日が八百長に関与したと認められた。4月1日、相撲協会の臨時理事会の結果、引退勧告を受けた。4月4日、引退届を提出し、受理された。
引退後は一時期福岡市内で焼肉店を経営していた。

## エピソード
- 2005年5月場所7日目の五城楼戦で取り直しになった際、同体となった一番で相手の五城楼が負傷していたため、取り直しが不可能となった（五城楼は翌日も割が組まれたが結局休場し2日連続の不戦敗、10日目から再出場したがまともに相撲が取れず13日目から再休場(不戦敗はなし)、結局この場所が関取として最後の場所となった）。それにより琴春日は不戦勝となったが、このようなケースは1948年の力道山対前田山戦以来のことであった。
- 新入幕会見の席で、小学校の同級生だった女性との婚約も発表。婚約者との交際が始まってから相撲の調子が上向き、再十両・新入幕へと繋がった。
- 琴春日の四股名は、自らの出身地である福岡県春日市に因んで名づけられた。

## 主な成績

### 通算成績
- 通算成績：491勝457敗9休 勝率.518
- 幕内戦歴：26勝34敗 勝率.433
- 現役在位：108場所
- 幕内在位：4場所

### 場所別成績
| | 一月場所 初場所（東京） | 三月場所 春場所（大阪） | 五月場所 夏場所（東京） | 七月場所 名古屋場所（愛知） | 九月場所 秋場所（東京） | 十一月場所 九州場所（福岡） |
| --- | ----------------------- | ----------------------- | ----------------------- | --------------------------- | ----------------------- | --------------------------- |
| 1993年 （平成5年） | x                       | （前相撲）              | 東序ノ口32枚目 4–3      | 西序二段178枚目 4–3         | 西序二段144枚目 4–3     | 西序二段112枚目 3–4         |
| 1994年 （平成6年） | 東序二段140枚目 4–3     | 西序二段111枚目 4–2–1   | 東序二段91枚目 5–2      | 西序二段51枚目 3–4          | 東序二段75枚目 3–4      | 西序二段90枚目 6–1          |
| 1995年 （平成7年） | 東序二段18枚目 3–4      | 西序二段40枚目 4–3      | 西序二段16枚目 3–4      | 東序二段31枚目 5–2          | 西三段目97枚目 3–4      | 東序二段14枚目 5–2          |
| 1996年 （平成8年） | 東三段目71枚目 2–5      | 東三段目99枚目 5–2      | 西三段目60枚目 5–2      | 西三段目26枚目 4–3          | 西三段目11枚目 3–4      | 東三段目26枚目 4–3          |
| 1997年 （平成9年） | 東三段目13枚目 5–2      | 西幕下54枚目 1–6        | 東三段目28枚目 5–2      | 西幕下60枚目 4–3            | 西幕下50枚目 2–5        | 東三段目11枚目 4–3          |
| 1998年 （平成10年） | 東幕下59枚目 4–3        | 東幕下50枚目 2–5        | 西三段目10枚目 5–2      | 東幕下51枚目 2–5            | 東三段目13枚目 4–3      | 西三段目2枚目 3–4           |
| 1999年 （平成11年） | 西三段目16枚目 5–2      | 東幕下56枚目 2–5        | 西三段目22枚目 4–3      | 東三段目10枚目 3–4          | 西三段目21枚目 6–1      | 西幕下47枚目 3–4            |
| 2000年 （平成12年） | 西三段目2枚目 5–2       | 東幕下41枚目 2–5        | 西幕下56枚目 2–5        | 東三段目23枚目 5–2          | 西幕下59枚目 0–0–7      | 東三段目39枚目 5–2          |
| 2001年 （平成13年） | 東三段目13枚目 3–4      | 西三段目26枚目 5–2      | 東三段目2枚目 6–1       | 東幕下29枚目 3–4            | 西幕下40枚目 3–4        | 東幕下53枚目 1–6            |
| 2002年 （平成14年） | 西三段目25枚目 5–2      | 西幕下59枚目 4–3        | 西幕下51枚目 5–2        | 西幕下30枚目 4–3            | 西幕下22枚目 3–4        | 西幕下30枚目 3–4            |
| 2003年 （平成15年） | 東幕下41枚目 4–3        | 東幕下33枚目 4–3        | 東幕下28枚目 4–3        | 東幕下21枚目 4–3            | 西幕下15枚目 5–2        | 東幕下8枚目 3–4             |
| 2004年 （平成16年） | 西幕下10枚目 4–3        | 東幕下8枚目 6–1         | 東幕下筆頭 3–4          | 東幕下4枚目 4–3             | 西幕下筆頭 4–3          | 東十両14枚目 7–8            |
| 2005年 （平成17年） | 東幕下筆頭 3–4          | 東幕下4枚目 4–3         | 西十両13枚目 8–7        | 西十両8枚目 6–9             | 西十両10枚目 5–10       | 西幕下筆頭 4–3              |
| 2006年 （平成18年） | 西十両12枚目 5–10       | 西幕下2枚目 1–6         | 西幕下22枚目 2–5        | 西幕下37枚目 4–3            | 東幕下30枚目 5–2        | 東幕下18枚目 5–2            |
| 2007年 （平成19年） | 東幕下8枚目 4–3         | 東幕下7枚目 4–3         | 西幕下4枚目 5–2         | 東幕下筆頭 6–1              | 東十両10枚目 9–6        | 西十両6枚目 8–7             |
| 2008年 （平成20年） | 東十両4枚目 8–7         | 東十両3枚目 8–7         | 東前頭16枚目 4–11       | 東十両5枚目 6–8–1           | 東十両8枚目 6–9         | 東十両11枚目 10–5           |
| 2009年 （平成21年） | 西十両4枚目 6–9         | 西十両8枚目 8–7         | 西十両5枚目 7–8         | 東十両7枚目 8–7             | 西十両3枚目 6–9         | 西十両6枚目 8–7             |
| 2010年 （平成22年） | 西十両2枚目 5–10        | 東十両6枚目 9–6         | 西十両2枚目 8–7         | 東十両筆頭 8–7              | 東前頭11枚目 9–6        | 東前頭7枚目 5–10            |
| 2011年 （平成23年） | 西前頭13枚目 8–7        | 八百長問題 により中止   | 東前頭13枚目 引退 –     | x                           | x                       | x                           |
| 各欄の数字は、「勝ち-負け-休場」を示す。 優勝 引退 休場 十両 幕下 三賞：敢=敢闘賞、殊=殊勲賞、技=技能賞 その他：★=金星 番付階級：幕内 - 十両 - 幕下 - 三段目 - 序二段 - 序ノ口 幕内序列：横綱 - 大関 - 関脇 - 小結 - 前頭（「#数字」は各位内の序列） |                         |                         |                         |                             |                         |                             |

引退時の番付は2011年2月28日発表の順席による。

### 幕内対戦成績
| 力士名   | 勝数 | 負数 | 力士名 | 勝数 | 負数 | 力士名 | 勝数 | 負数 | 力士名   | 勝数 | 負数 |
| -------- | ---- | ---- | ------ | ---- | ---- | ------ | ---- | ---- | -------- | ---- | ---- |
| 隠岐の海 | 1    | 0    | 臥牙丸 | 1    | 1    | 垣添   | 1    | 1    | 春日王   | 1    | 1    |
| 木村山   | 2    | 1    | 旭天鵬 | 1    | 0    | 旭南海 | 1    | 0    | 光龍     | 2    | 1    |
| 黒海     | 1    | 2    | 霜鳳   | 1    | 1    | 翔天狼 | 0    | 1    | 蒼国来   | 1    | 1    |
| 高見盛   | 1    | 0    | 豪風   | 1    | 1    | 玉春日 | 0    | 1    | 玉乃島   | 0    | 1    |
| 玉鷲     | 0    | 1    | 出島   | 1    | 0    | 德瀬川 | 0    | 1    | 土佐ノ海 | 1    | 1    |
| 土佐豊   | 0    | 2    | 栃ノ心 | 0    | 1    | 栃乃洋 | 2    | 2    | 豊桜     | 1    | 1    |
| 豊響     | 0    | 2    | 白馬   | 2    | 1    | 白露山 | 1    | 0    | 豊真将   | 0    | 1    |
| 北勝力   | 1    | 0    | 猛虎浪 | 1    | 1    | 嘉風   | 1    | 2    | 露鵬     | 0    | 1    |
| 若荒雄   | 0    | 1    | 若の里 | 0    | 2    |        |      |      |          |      |      |

## 改名歴
- 琴ノ山 桂吾（ことのやま けいご）1993年3月場所 - 1999年7月場所
- 琴春日 桂吾（ことかすが - ）1999年9月場所 - 2011年4月